# Věra Vohlídalová
Věra Vohlídalová (* 8. února 1942, Londýn) je vystudovaná knihovnice, činná v občanských iniciativách. Její jméno je úzce spjato s výstavbou Krajské vědecké knihovny v Liberci[ujasnit], která bývá nazývána „Stavbou smíření“. Věra Vohlídalová získala řadu ocenění, např. Cenu Polského svazu knihovníků, Cenu saského Svazu knihovníků, Cenu časopisu Architekt, Kříž za zásluhy 1. třídy Spolkové republiky Německo, Zlatou medaili Technické univerzity v Liberci. V roce 2005 byla nominována na Nobelovu cenu za mír, kterou měla hromadně získat skupina 1000 žen za aktivity ve prospěch mírového života a demokracie.

## Životopis
Věra Vohlídalová se narodila v česko-německé rodině Aloise a Markéty Tomáškových. Otec Alois Tomášek patřil mezi zakládající členy KSČ na Znojemsku. Před válkou spoluorganizoval transporty německých antifašistů ze Sudet. Protože bylo jasné, že Tomáškovi jako antinacisté nebudou během války doma v bezpečí, tak postupně emigrovali do Anglie. Matka odešla po záboru Sudet, v prosinci 1938, otec ji následoval v březnu 1939, a to posledním transportem, který sám organizoval. V Anglii se oba zapojili spolu s mnoha dalšími českými i německými utečenci do odboje. Vzali se v červenci 1940 a Věra se narodila 8. 2. 1942 v Londýně a vyrůstala v táboře mezi imigranty.
V prosinci 1945 se Věra s matkou vrátila do Československa, do Liberce, kde pak prožila celý život. Otec po skončení války pracoval pro organizaci UNRRA. Vybudoval a řídil repatriační tábor pro utečence a zavlečené lidi (vybavený školou, nemocnicí i prostory pro kulturní vyžití) a spolu se svým mezinárodním týmem organizoval transporty lidí do jejich původních domovů. K manželce a dceři se vrátil až v prosinci 1946.
Věra v Liberci studovala na jedenáctiletce. Po rodičích, zvláště po matce, zdědila talent na cizí jazyky, ale její láskou se stal český jazyk. Jako studentka pracovala v létě v liberecké knihovně. Na základě práce v knihovně a pod vlivem ředitele Libora Mrázka, vystudovala mezi lety 1959–1964 obor knihovnictví na Institutu osvěty a novinářství na Filozofické fakultě Univerzity Karlovy v Praze. Po ukončení studia se vrátila do Liberce a nastoupila do Krajské vědecké knihovny. Pracovala jako vedoucí studovny a půjčovny vědeckého oddělení. Dostala za úkol vybudovat informační službu. V roce 1968 se zapojila do protestů proti okupaci. Její matka přeložila do němčiny známý proslov Jana Třísky a Václava Havla, který byl vysílán v libereckém rozhlase. Věra byla propuštěna ze zaměstnání, ale protože byla těhotná, byla podle zákona přijata zpět.
V roce 1971 se jí narodila dcera Petra, a o čtyři roky později syn Ondřej. V roce 1976 jí zemřela matka a její otec, již v důchodu, podepsal hned na jaře 1977, jako jeden z prvních, Chartu 77. Věra Chartu 77 nepodepsala, měla dvě malé děti a tížil ji smutek ze smrti matky. V roce 1988 zemřela dcera Petra na leukemii. Věra se zúčastnila různých terapeutických skupin.

### Ředitelka knihovny

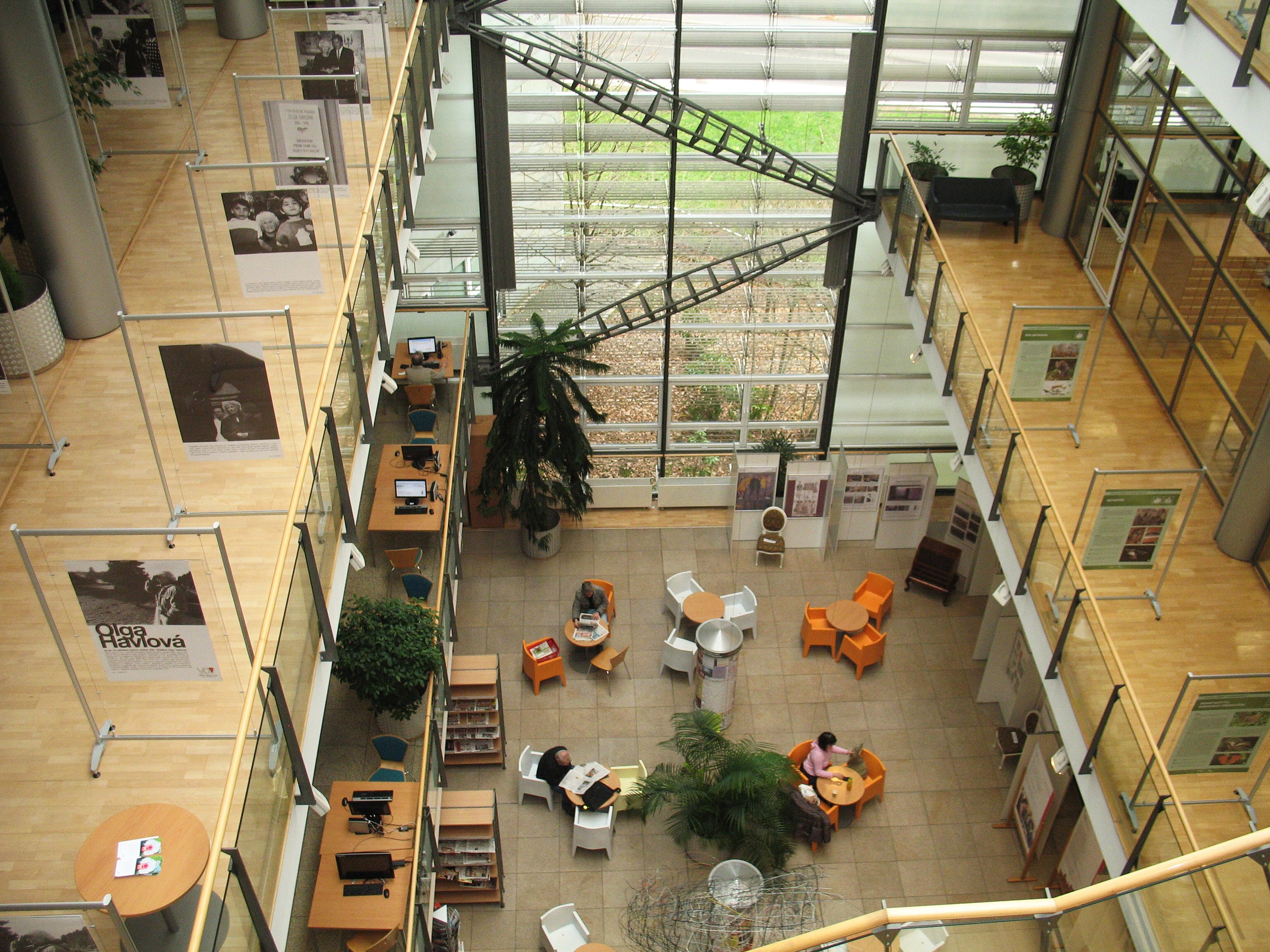
Interiér Krajské vědecké knihovny

Věra Vohlídalová pracovala v liberecké knihovně od roku 1964. V roce 1990 se na základě konkurzu stala ředitelkou knihovny. Značná část jejího působení jako ředitelky, je spojena s výstavbou jedné z nejmodernějších knihoven v České republice. V roce 1996 byla stavba knihovny zahájena pod záštitou prezidentů Václava Havla a Romana Herzoga. Projekt vznikal již od roku 1991. Vohlídalová spolu s kolegy cestovali po světě za inspirací, například v Helsinkách to byla kruhovitá knihovna se studnou uvnitř. V Německu absolvovala školení o stavbě knihoven. Na základě studia koncepce knihoven v západních zemích, vznikla myšlenka vybudovat knihovnu jako otevřený prostor. Místo, kde je možno se setkávat, ale i prostor, umožňující svobodný pohyb.
Podobu knihovny ovlivnil i výběr lokality. Do listopadu 1938 zde stála jedna z největších synagog ve střední Evropě, která byla během Křišťálové noci vypálena a srovnána se zemí. Vznikla myšlenka, že synagoga zakomponovaná do budovy knihovny, připomene historii židovské obce ve městě a stavba bude symbolem odškodnění jiných kultur žijících v regionu, jejich smíření ale také připomenutím lidské zvůle a násilí. Stavba knihovny byla zahájena koncem roku 1997 a první návštěvníky přivítala v březnu 2001.
Po otevření knihovny Věru Vohlídalovou obvinil ministr kultury Pavel Dostál, ze zpronevěry 80 milionů korun. Byla pět let trestně stíhána. Proběhla dvě stání, případ byl odložen a soud se jí omluvil.

### Občanské aktivity
Věra Vohlídalová se dlouhodobě angažuje v občanském životě. V roce 1990 byla zakládající členkou „Kooperace St. Gallen – Liberec“, vzniklé pro spolupráci mezi libereckým regionem a švýcarským kantonem St. Gallen. Od roku 1991 působila deset let v pracovní skupině kultura Euroregionu NISA, mezi lety 1999 až 2003 pracovala ve skupině pro cizince, národnostní menšiny a osoby ohrožené sociálním vyloučením. Od roku 2000 se angažovala v občanském sdružení „Česko – německé fórum žen“, byla i předsedkyní sdružení.
Patřila mezi jednu z organizátorek, pořádajících akce pro záchranu objektu bývalých městských lázní, od roku 2001 byla členkou Kruhu autorů Liberecka. V roce 2005 působila ve správní radě„Institutu rodinné terapie a psychosomatické medicíny v Liberci, o.p.s.“ a v roce 2007 byla zvolena předsedkyní správní rady. Na jaře 2011 se stala aktivistkou liberecké nezávislé občanské iniciativy „Je čas nemlčet“.

### Publikační činnost
Přednášela a publikovala články v časopisech z oboru knihovnictví. Zabývala se česko-německými vztahy, lidskými právy a postavením menšin ve společnosti. S kolegyní Vladimírou Sodomkovou napsala knížku vzpomínek o létech strávených stavbou knihovny Na houpačce nejen s knihovnou. Popisuje zde své myšlenky o situaci „poct a trestů“. Vzpomíná také na svoji výchovu a dětství. Kniha vyšla v roce 2007 v nakladatelství Bor.

## Ocenění
- 1996 – Cena Polského svazu knihovníků
- 2001 – Cena saského Svazu knihovníků
- 2001 – Cena časopisu Architekt
- 2002 – Medaile Z. V. Tobolky
- 2002 – Záslužný kříž 1. třídy Spolkové republiky Německo
- 2003 – Zlatá medaile Technické univerzity Liberec
- 2005 – byla nominována na Nobelovu cenu za mír společně s dalšími ženami, projekt měl upozornit na práci žen na celém světě ve prospěch mírového života a demokracie, ženy Nobelovu cenu nezískaly.
- 2013 – Cena českých knihovníků[9]
- 2020 – Medaile města Liberec za mimořádné zásluhy o rozvoj města v oblasti kultury, demokracie a lidských práv[10]

## 20. léta 21. století
V rozhovoru z března 2014 pro časopis Duha Moravské zemské knihovny vzpomínala Věra Vohlídalová nejen na budování knihovny v Liberci, ale zajímalo ji i současné dění. Byla členkou hodnotící komise architektonické soutěže pro výstavbu nové budovy Národní technické knihovny v Praze, otevřené v roce 2009. Názor na Koncepci rozvoje knihoven ČR na léta 2011–2015 včetně internetizace knihoven vyjádřila citováním úvodní preambule:
„Vize „Koncepce rozvoje knihoven na léta 2011 – 2015“:
| „ | V krásné, přívětivé a pohodlné knihovně rychle obsloužen příjemným, kvalifikovaným, očividně spokojeným a motivovaným personálem nebo z pohodlí domova bez ohledu na národnost či handicap, v kteroukoliv denní či noční dobu získám bezplatně požadovanou kvalitní službu. | “ |

Ve dnech 20. až 22. června 2017 se uskutečnilo 13. celostátní setkání knihovnických seniorů SKIP v Liberci. Součástí večerního programu, ve velkém sále krajské knihovny, bylo také „vzpomínání“ Věry Vohlídalové na období realizace projektu stavby Krajské vědecké knihovny v Liberci.